# Győrfi Dénes
Győrfi Dénes (Enyedszentkirály, 1948. február 22. – Enyedszentkirály, 2020. szeptember 8.) erdélyi könyvtáros és helytörténész.

## Életpályája
1973-ban történelem szakot végzett a kolozsvári Babeș–Bolyai Tudományegyetemen. 1977-ig történelmet tanított, majd a nagyenyedi Bethlen Gábor Dokumentációs Könyvtárban dolgozott nyugdíjazásáig. Dénes fia szintén könyvtáros. 

## Munkássága
Művelődéstörténeti könyvei mellett rendszeresen közölt művelődési cikkeket, helyi híreket, tudósításokat az erdélyi magyar sajtóban. Több művelődéstörténeti konferenciát rendezett. Cikkei, tanulmányai főleg a Művelődés, Romániai Magyar Szó, Szabadság című lapokban jelentek meg.

### Könyvei
- A Bethlen Kollégium emlékkönyve, Budapest, 1995
- Nagyenyed és kollégiuma, Kolozsvár, 1999
- "Régi dal régi dicsőségről". Cikkek, tanulmányok Nagyenyed és Erdély kulturális örökségéről; Művelődés Egyesület, Kolozsvár, 2017

### Szerkesztései
- Nagyenyedtől az Egyenlítőig. Tinivár Kiadó, 2001, Kolozsvár. Válogatta és sajtó alá rendezte: Győrfi Dénes[3]

### Cikkei (válogatás)
- Nagyenyed 330 éves constitutiója. Művelődés, 2010. március
- A Veress-elődök emlékezete Nagyenyeden I. Művelődés, 2010. december
- A Veress-elődök emlékezete Nagyenyeden II. Veress Gábor. Művelődés, 2011. január
- A Veress-elődök emlékezete Nagyenyeden III. Művelődés, 2011. február
- Vita Zsigmond tudósításai a moldvai csángókról katonáskodása idején (1932). Művelődés, 2012. április
- Magyar lakodalom Nagyenyed vidékén száz éve. Művelődés, 2015. április

## Díjak, elismerések
- EMKE: Monoki István-díj, 2008
- Ezüstérem Sólyom László részéről, 2007